# Perityphlitischer Abszess

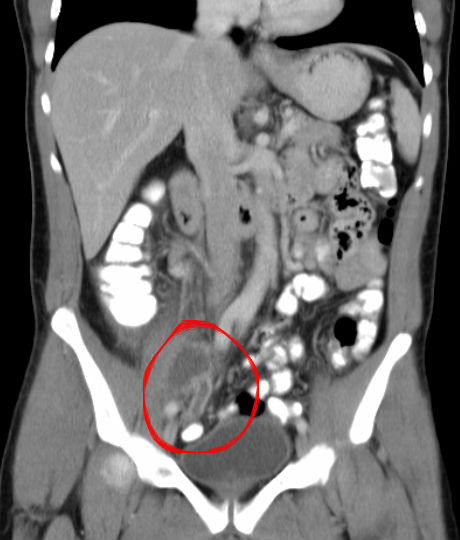
Perityphlitischer Abszess in der Computertomographie, coronal rekonstruiert. Man sieht den Abszess mit dem Kontrastmittel aufnehmenden Randsaum und anhängend die entzündete Appendix.

Der perityphlitische Abszess ist eine Blinddarmentzündung, bei der sich um einen entzündeten Wurmfortsatz bei (gedeckter) Perforation ein (perizökaler) Abszess gebildet hat. Durch die Abszessbildung werden einige der Symptome der Appendizitis, insbesondere der damit verbundene starke Schmerz im rechten Unterbauch sowie auch die meisten im Rahmen der Diagnose provozierten Schmerzen, verdeckt. Neben einem allgemeinen Unwohlsein mit Fieber (bis ca. 39 °C) ist unter Umständen nur ein leichter Druckschmerz im Bereich des Wurmfortsatzes zu spüren. Die Erkrankung ist lebensbedrohlich, da der perityphlitische Abszess in aller Regel über kurz oder lang zu lebensbedrohlichen Folgen wie Peritonitis oder Sepsis führt. Rechtzeitig operiert ist die Prognose jedoch gut.
Entzündungen im rechten Unterbauch wurden im ersten Drittel des 19. Jahrhunderts noch nicht auf einen Vorgang im Wurmfortsatz zurückgeführt. Seinen Namen erhielt der perityphlitische Abszess, da der Heidelberger Pathologe Puchelt 1829 annahm, dass der Entzündungsprozess, wie er, wie man seit den 1886 publizierten Studien des Amerikaners Reginald Fitz weiß, einem Abszess im Bereich der Appendix zugrunde liegt, von der Mukosa des Blinddarms ausgehe und das Krankheitsbild als Perityphlitis bezeichnete.

## Diagnostik
Die Diagnose „Perityphlitischer Abszess“ wird im Rahmen der ärztlichen Untersuchung gestellt. Bei der Sonografie (Ultraschall) kann der perityphlitische Abszess unerkannt bleiben. Eine sichere Diagnose ist mittels Computertomografie möglich. Bei der Blutuntersuchung sind die Werte für Leukozyten und CRP deutlich erhöht, aber nicht, wenn der Abszess noch geschlossen ist.

## Therapie
Die Therapie besteht, seitdem sich die Erkenntnis, dass nicht das Zökum, sondern die Appendix der primäre Ort der Krankheitsentstehung ist, am Anfang des 20. Jahrhunderts durchgesetzt hatte, in einer Operation mit Öffnung der Bauchhöhle, bei der der Wurmfortsatz samt Abszess sowie bereits infizierte angrenzende Darmteile entfernt werden. Postoperativ werden zusätzlich Antibiotika gegeben, um evtl. verbliebene Infektionskeime zu beseitigen und Sekundärinfektionen als Folge der Operation zu unterbinden.

Alternativ kann – zum Beispiel bei Patienten in sehr schlechtem Allgemeinzustand – CT- oder Sonographie-gesteuert eine Drainage in die Abszessformation eingelegt werden und der Abszess so entleert werden. In den folgenden Tagen werden intravenös Antibiotika verabreicht um die Entzündung abklingen zu lassen. Erst anschließend daran erfolgt dann die operative Sanierung. Meist kommt es zur weitgehend folgenlosen Ausheilung, in einigen Fällen verbleiben Verwachsungen im Bauchraum, die zu einem Bridenileus (Darmverschluss) führen können. Eine weitere gelegentlich auftretende Komplikation ist die Ausbildung einer enterokutanen Fistel (Verbindung zwischen Darm und Hautoberfläche). Diese kann sich spontan nach einiger Zeit schließen oder wird operativ geschlossen.